# Séverin Pervinquière
Pour les articles homonymes, voir Pervinquière.
Mathieu Joseph Séverin Pervinquière de La Baudonnière (11 février 1760 - Fontenay-le-Comte ✝ 24 janvier 1828 - La Baudonnière, Marsais-Sainte-Radégonde), est un homme politique français des XVIIIe et XIXe siècles.

## Biographie
Fils de Me André-Antoine-Léon-François Pervinquière, avocat, et de dame Françoise Cochon de Lapparent, Séverin était avocat à Fontenay-le-Comte avant la Révolution.
Après avoir participé activement à la rédaction des cahiers de doléances, Pervinquière est élu, le 27 mars 1789, député du tiers état de Fontenay aux États généraux de 1789 par la sénéchaussée de Poitou. À 29 ans, accompagné de son cousin germain Charles Cochon de Lapparent (1750-1825), - élu député suppléant du tiers état, et qui deviendra, quelques années plus tard, Ministre de la Police Générale (1796-1797), puis Préfet de l'Empire, Séverin Pervinquière quitte Fontenay-le-Comte, pour Versailles où il se montre fort discret, n'intervenant qu'une seule fois à la tribune, pour demander la suppression de la gabelle. Le 20 juin 1789, il signe dans la salle du Jeu de paume le fameux Serment. S'il n'intervient pas à la tribune, il participe en commissions aux travaux de délimitation du département de la Vendée, créé en janvier 1790 sur le territoire de l'ancien Bas-Poitou, avec Fontenay-le-Comte pour chef-lieu. Il opina avec la majorité de l'Assemblée constituante.
Au lendemain du 10 août 1792, Séverin proteste contre la suspension du Roi par l'Assemblée Législative, une mesure qu'il estime être une violation de la constitution à laquelle il demeure attaché pourtant. Il envoie sa démission de procureur général syndic et se retire dans sa maison de campagne de La Baudonnière en Sainte-Radégonde-la-Vineuse. Peu après, il retire cependant sa démission, avec mauvaise grâce, il est réélu administrateur, ce qui lui permet de sauver de la guillotine quelques suspects politiques emprisonnés à Fontenay, comme la citoyenne Villedieu.
Depuis 1791, Séverin avait été élu au Conseil général de la Vendée, lors du premier renouvellement de cette assemblée et devint président de l'administration centrale de la Vendée. Il occupait ces fonctions quand la Vendée royaliste se souleva. En décembre 1793, alors que les armées vendéennes ont passé la Loire, la terreur et la répression s'abattent sur la région. Séverin est inquiété pour sa modération. Sa femme, enceinte pour la septième fois, intervient courageusement en sa faveur.
Avec son collègue Mercier du Rocher, il fut envoyé à Paris pour réclamer de la Convention nationale des mesures de salut. Arrivé le 23 mars, il se présenta le jour même à la barre de la Convention, qui, après avoir écouté attentivement son rapport et son discours, l'admit aux honneurs de la séance et décréta que les administrateurs se rendraient au comité de sûreté générale. Ils se rendirent également au Conseil exécutif. Une somme de 300 000 francs fut mise à leur disposition pour fournir aux dépenses extraordinaires du département de la Vendée, et il fut décidé que le général Berruyer se porterait à Fontenay avec 15 000 hommes et 15 pièces de canon, tandis que la Bourdonnaye irait occuper Rennes, et Beaufranchet-d'Ayat la rive droite de la Loire.
Séverin est arrêté et enfermé dans une geôle de Fontenay-le-Peuple, le 19 avril 1794, avec, comme prétexte : « soupçonné d'incivisme, très modéré dans ses opinions, attaché à la constitution de 1789, ne parlant que de suivre les lois ». Il ne peut assister, le 13 prairial an II (1er juin [1794]) au mariage de sa sœur Andrée, ex-religieuse, avec l'ancien curé de Cheffois, Benoît Chalus.
Sous le Consulat (9 germinal an VIII), Pervinquière fut nommé maire de Fontenay. Juge à la cour de justice criminelle et spéciale de la Vendée en 1806, Napoléon Ier le créa baron de l'Empire (26 avril 1811) et le nomma, le 19 mai de la même année, président de chambre à la cour impériale de Poitiers. Dans l'intervalle, le 4 mai, Pervinquière avait été élu par le Sénat conservateur député de la Vendée au Corps législatif.
Auditeur au Conseil d'État depuis le 13 juillet 1812, il reçoit, 13 décembre 1814, la croix de chevalier de la Légion d'honneur.
Il siégea au Corps législatif jusqu'à la fin du régime Impérial, et fut réélu, le 13 mai 1815, représentant à la Chambre des Cent-Jours par le grand collège de la Vendée, avec 24 voix (42 votants, 190 inscrits).
Après la courte session de cette assemblée, il quitta la vie politique. Il mourut le 24 janvier 1828 à la Baudonnière et fut inhumé au cimetière de Sainte-Radégonde.

### Vie familiale
Second fils de André Antoine Pervinquière (1723 ✝ 1788), Avocat à la cour royale de Fontenay-le-Comte, issu de son deuxième mariage, avec Françoise Cochon de Lapparent (1722-1778), Séverin épouse le 19 novembre 1783 (Fontenay-le-Comte, église Notre-Dame), la fille d'Augustin Belliard, procureur du Roi de Fontenay, Marie Louise Angélique (26 juin 1764 - Fontenay-le-Comte ✝ 1846), sœur aînée du jeune Augustin Daniel. Ils eurent de leur mariage
- Luce (1786 ✝ 1857), mariée le 4 janvier 1811 avec Joseph Machelard (né en 1772), militaire au 7e bataillon d'artillerie impériale, puis entreposeur des tabacs ; Dont postérité.
- Antoine (6 août 1788 ✝ 20 septembre 1867), Secrétaire particulier du général Belliard, conseiller de préfecture, sous-préfet sous la Restauration, député conservateur de la Vienne à l'Assemblée législative (13 mai 1849)[1]. Il appartint à la majorité monarchiste, vota pour l'expédition de Rome, pour la loi Falloux-Parieu sur l'enseignement, pour la loi restrictive du suffrage universel, et quitta la vie politique après la session. Sans union, ni postérité ;
- Eugénie (1790 ✝ 1830), mariée le 8 avril 1812 avec Hippolyte Brossard ; Dont postérité.
- Mélanie (1791 ✝ 1867), mariée le 2 janvier 1811 avec Henri Gentil (né en 1773), Chef de brigade de gendarmerie, membre de la Légion d'honneur ;
- Abel (1797 - Fontenay-le-Comte ✝ 1868), Avocat, professeur à la faculté de Droit de Poitiers, marié le 3 mai 1819 (Poitiers) avec Marie Anne Boncenne, dont :
  - Toussaint Henri (1823 ✝ 1883), Peintre animalier, spécialisé dans les scènes de chasse, marié avec Lucie Julie Jouffrion, dont :
    - Anne Marie Marguerite Marthe (✝ 21 octobre 1878), mariée le 1er juillet 1874 avec Édouard Parenteau-Dubeugnon (né le 14 février 1840 - La Rochelle), bâtonnier de l'ordre des avocats à la cour d'appel, professeur à la faculté de droit de l'Université de Poitiers, dont postérité ;
    - Joseph, marié avec Adèle de Sallier-Dupin, puis en secondes noces avec Elisabeth de la Porterie, dont une fille, Luce, (+1985 sans alliance ni postérité)
- Benoît (1798 - Fontenay-le-Comte ✝ 1876), Juge de paix à Bourbon-Vendée, représentant de Moutiers-les-Mauxfaits au Conseil général de la Vendée, marié en 1829 avec Delphine Ducros (1809 ✝ 1841), dont :
  - Auguste (1830 ✝ 1910), marié le 27 juin 1866 (La Roche-sur-Yon) avec Marie Berthe Joussemet (1845 ✝ 1915) dont 5 enfants, dont :
    - Léon Pervinquière (1873 ✝ 1913), Géologue, explorateur du Sahara tunisien et tripolitain, marié à Lucie Delagneau (1861-1955), dont Suzanne (1904-1958), mariée à Charles Poirier-Coutansais (1899-1976), dont postérité.
- Marie (1800 ✝ 1880), religieuse à Poitiers (Sœur Marie-Henri du Sacré-Cœur)  ;
- Martial (1806 ✝ 1885), Juge au tribunal civil de Poitiers, chargé de cours puis professeur de droit romain à la faculté de Droit dont il deviendra doyen.

## Fonctions
- Député du tiers état de Fontenay aux États généraux de 1789 (27 mars 1789) ;
- Député à l'Assemblée constituante de 1789 ;
- Procureur général syndic ;
- Conseiller général de la Vendée, puis président du Conseil général de la Vendée ;
- Membre du collège électoral du département de la Vendée ;
- Maire de Fontenay-le-Comte (9 germinal an VIII) ;
- Juge à la cour de justice criminelle et spéciale de la Vendée (1806) ;
- Président de chambre à la cour impériale de Poitiers ;
- Député de la Vendée au Corps législatif (4 mai 1811) ;
- Auditeur au Conseil d'État (13 juillet 1812) ;
- Représentant à la Chambre des Cent-Jours (13 mai 1815).

## Titres
- Baron de l'Empire (26 avril 1811)

## Distinctions
- Chevalier de la Légion d'honneur (13 décembre 1814).

## Règlement d'armoiries
« D'argent, à la plante de pervenche au naturel, surmontée à dextre d'une balance d'azur, au canton des barons membres de collège électoral brochant., »

 Armes parlantes (Pervenche/Pervinquière).